# 燦々デイズ
『燦々デイズ』（さんさんデイズ）は、日本のロックバンド・スピラ・スピカのシングル。メジャー9枚目のCDシングルとして2022年2月2日にSACRA MUSICより発売された。

## 概要
前作『ピラミッド大逆転』から約1年ぶりに発売されたCDシングル。
表題曲はシングル発売に先駆けて1月9日に先行配信された。
表題曲はテレビアニメ『その着せ替え人形は恋をする』オープニングテーマに起用された。寺西はかねてより原作のファンであり、「まさか自分たちがオープニングの曲をやらせてもらえるとは……まだ夢みたいです。」と語っている。本楽曲は原作のキラキラした要素を大事に制作したという。新菜と海夢が海に行くシーンの海夢のセリフ「泳げないけど、あの光が好き。ヘンかな？」を寺西は気に入っており、歌詞にも取り入れられている。その後本楽曲は令和4年アニソン大賞にて作曲賞を受賞した。
カップリングには、ジュビロ磐田2022シーズンソングに起用されている「Go Beyond」と、ボーカルの幹葉がパーソナリティを務めるラジオ番組でカバーしてほしい楽曲のリクエストを募り、リクエストの多かった 「じょいふる」が収録されており、それぞれ通常盤限定でカバーライブで披露された「サヨナラナミダ -piano ver.-」、期間生産限定盤で「燦々デイズ -TV ver.-」が収録されている。
2025年6月27日には、YouTubeチャンネル「THE FIRST TAKE」（第561回）に初出演し、表題曲「燦々デイズ」をTHE FIRST TAKE スペシャル・アレンジ・バージョンで披露した。

## ミュージックビデオ
燦々デイズ
eggの専属モデルのりせりとスピラ・スピカと同じ事務所所属の増澤リオが出演しており、タイアップ元のアニメとリンクするストーリーが展開されている。2022年2月2日にYouTubeチャンネルにて公開された。

## 収録内容

### 通常盤
| 全編曲: If I。 |                                   |            |           |               |       |
| #              | タイトル                          | 作詞       | 作曲      | piano arrange | 時間  |
| 1.             | 「燦々デイズ」                    | 幹葉       | 寺西裕二  |               | 3:53  |
| 2.             | 「Go Beyond」                     | 幹葉       | 寺西裕二  |               | 4:10  |
| 3.             | 「じょいふる」(OA.いきものがかり) | 水野良樹   | 水野良樹  |               | 3:15  |
| 4.             | 「サヨナラナミダ」(piano ver.)    | 幹葉、Saku | Saku      | 重永亮介      | 4:59  |
| 合計時間:      | 合計時間:                         | 合計時間:  | 合計時間: | 合計時間:     | 16:17 |

### 期間生産限定盤
| #         | タイトル                | 作詞  | 作曲・編曲 | 時間 |
| --------- | ----------------------- | ----- | ---------- | ---- |
| 1.        | 「燦々デイズ」          |       |            | 3:53 |
| 2.        | 「Go Beyond」           |       |            | 4:10 |
| 3.        | 「じょいふる」          |       |            | 3:15 |
| 4.        | 「燦々デイズ」(TV ver.) |       |            | 1:30 |
| 合計時間: | 合計時間:               | 12:48 |            |      |

| #  | タイトル                                                                 | 作詞 | 作曲・編曲 |
| -- | ------------------------------------------------------------------------ | ---- | ---------- |
| 1. | 「TVアニメ『その着せ替え人形は恋をする』ノンクレジットオープニング映像」 |      |            |

## タイアップ
燦々デイズ
テレビアニメ『その着せ替え人形は恋をする』オープニングテーマ
Go Beyond
ジュビロ磐田2022シーズンソング